# Estadio de Mendizorroza
El Estadio de Mendizorroza (en euskera: Mendizorrotza) es un estadio de fútbol de la ciudad de Vitoria (Álava, España), ubicado en el barrio homónimo de Mendizorroza. De propiedad municipal, es el campo del Deportivo Alavés, que juega en LaLiga EA Sports del fútbol español. Fue nombrado mejor césped de LaLiga Santander en 2019.

## Historia

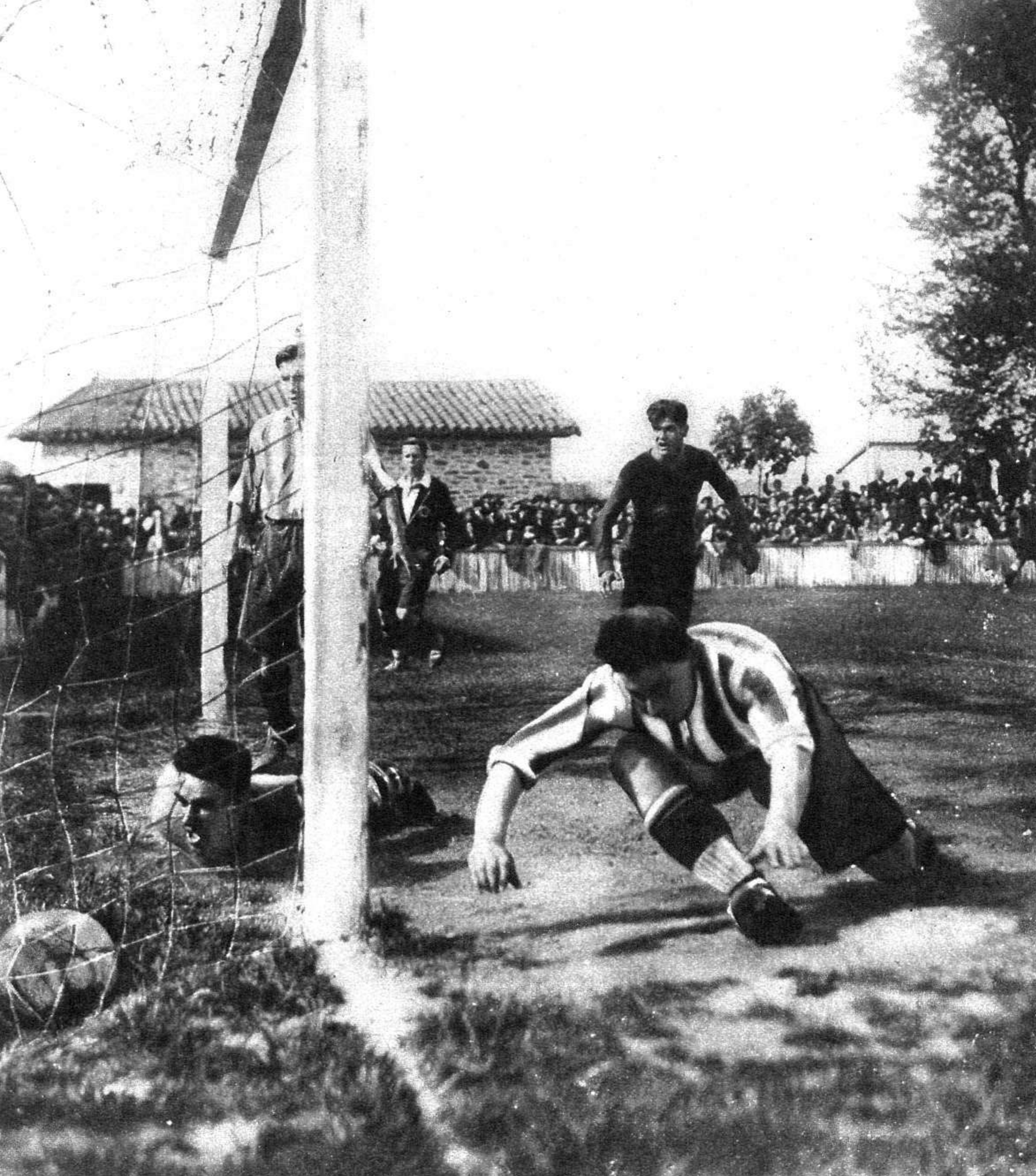
Encuentro disputado en Mendizorroza entre el Club Deportivo Alavés y el F. C. Barcelona (0-5) en las semifinales del Campeonato de España de 1928

Fue inaugurado el 27 de abril de 1924, víspera de San Prudencio patrón de Álava, lo que le convierte en el tercer campo más antiguo de los clubes de la LFP que no han cambiado de ubicación después de su inauguración, solo superado por el El Molinón y Mestalla.
El estadio ha sufrido varias remodelaciones, siendo la última y más importante en la temporada 1998-99 tras el tercer ascenso del Alavés a Primera División, cerrando las esquinas del estadio dejándolo con una capacidad para 19.840 espectadores.

### C.D. Vitoria
Desde finales de los años 1950 hasta prácticamente los años 1970, Mendizorroza fue el campo local del CD Vitoria, por entonces segundo equipo de la ciudad, siendo testigo de los derbis más intensos que se recuerdan en tierras alavesas.

### Selección Vasca

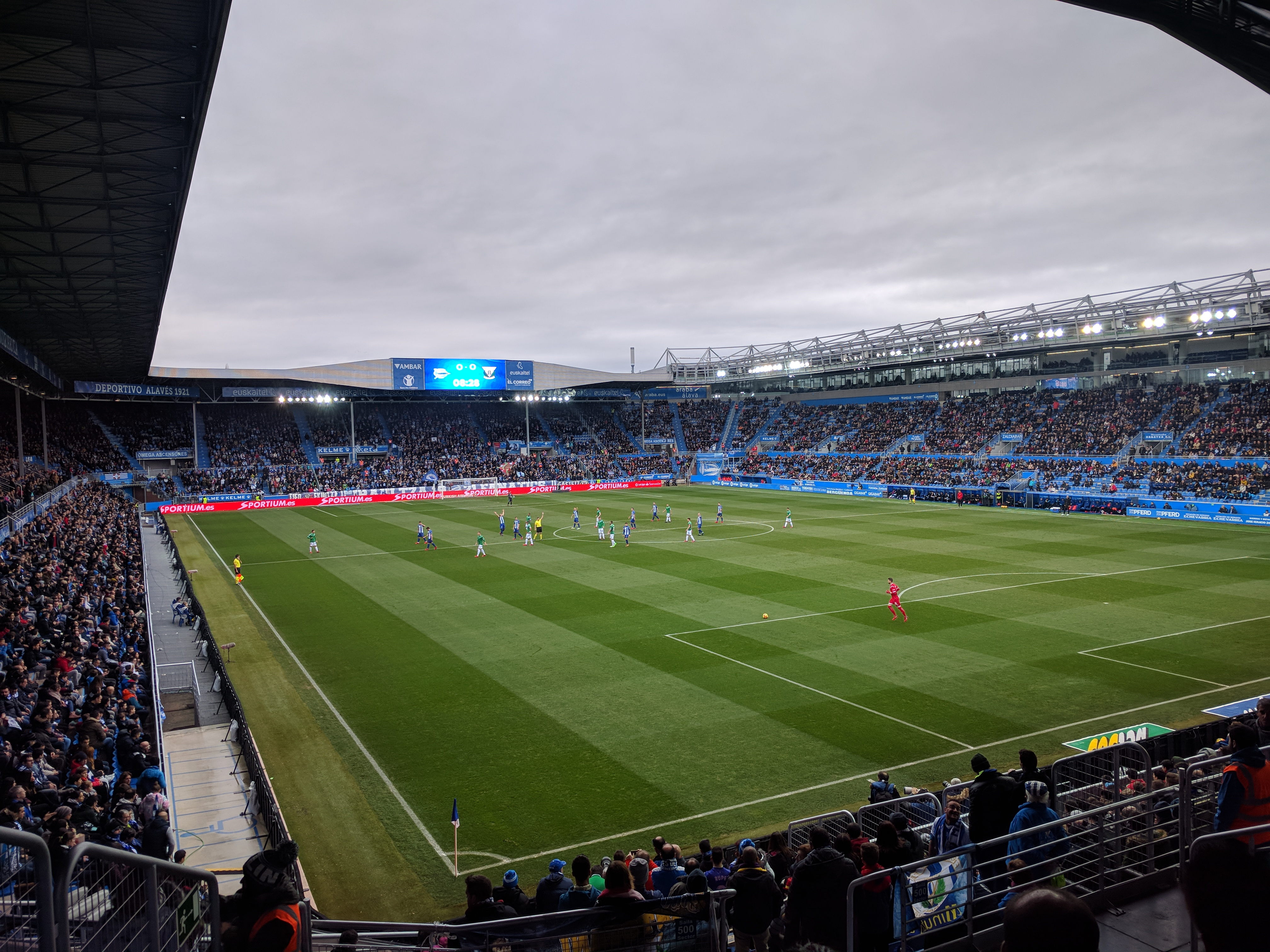
Partido disputado en el estadio de Mendizorroza entre el Deportivo Alavés y el CD Leganés en enero de 2018 (2:2)

Estadio de Mendizorrotza (diciembre de 2021)

El 5 de agosto de 1980, en el día grande de las fiestas de La Blanca, se disputó el Euskadi 5-1 Hungría, siendo el primer encuentro disputado por la selección vasca en Mendizorroza. La segunda ocasión, fue el 12 de octubre de 2018 frente a Venezuela con una nueva victoria local por 4 a 2.

## Ubicación

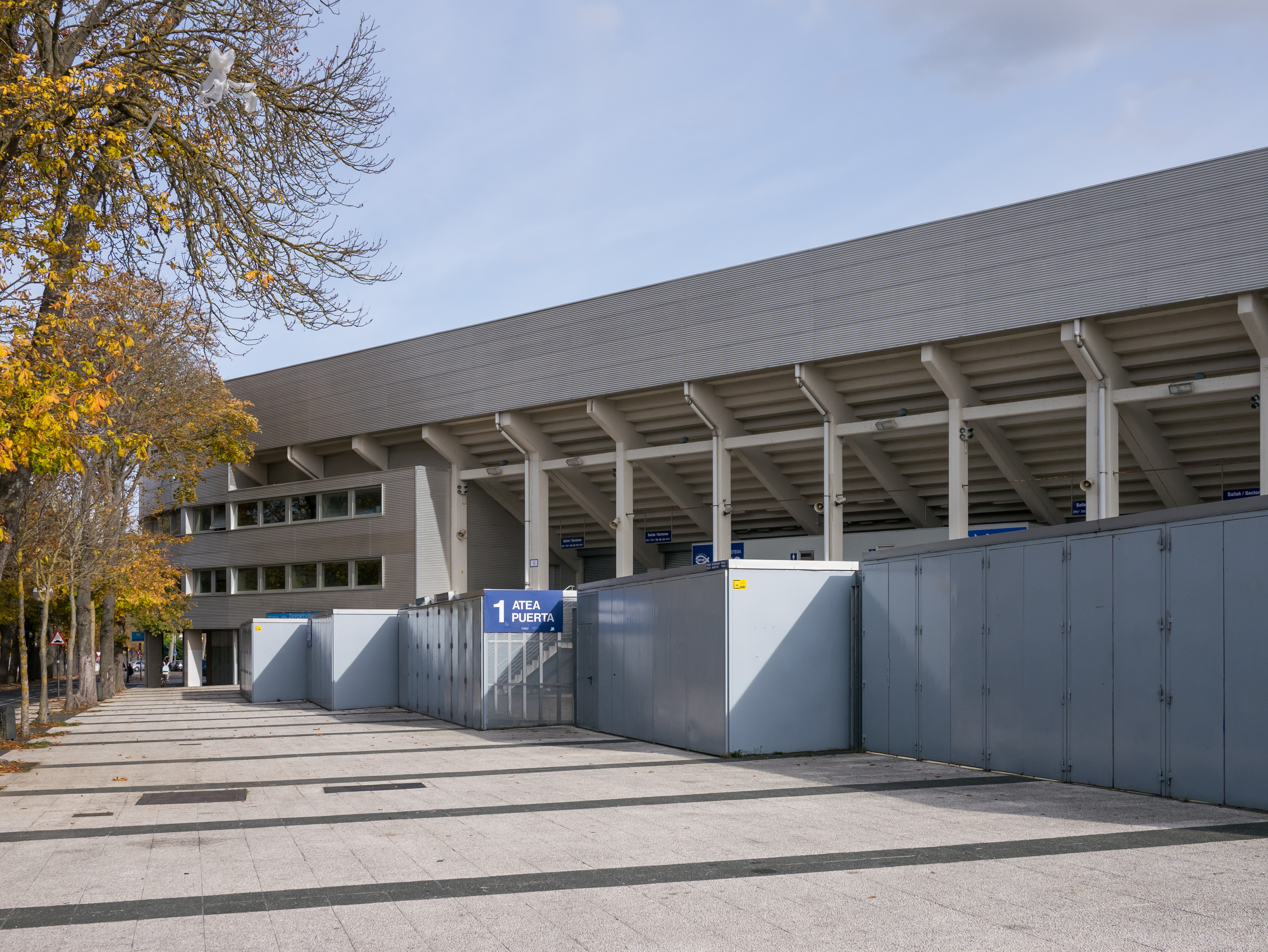
Entrada del estadio en el paseo de Cervantes

Está situado en el paseo de Cervantes, al lado de las piscinas municipales de Mendizorroza, la pista de atletismo de Mendizorroza, la Fundación Estadio, los frontones municipales Ogueta y Olave y el pabellón deportivo de Mendizorroza, formando la principal concentración deportiva de la ciudad. 